# إيرث تي في
إيرث تي في (بالإنجليزية: earthTV)‏، هي شبكة تلفزيونية ألمانية تبث بث مباشر عبر شبكة كاميراتها المنتشرة حول العالم. توجد الكاميرات في مدن معروفة وكذلك في مواقع أقل شهرة.